# Ernst Beplate
Ernst Beplate (* 6. Mai 1939 in Kassel; † 25. August 2023) war ein deutscher Heimatforscher und Sachbuch-Autor.
Beplate studierte an der Pädagogischen Hochschule Göttingen, war von 1964 bis 2004 Volks- und Oberschullehrer in Bad Bederkesa  und von 1980 bis 2017/2018 ebenda Ortsheimatpfleger. Er galt als ausgewiesener Kenner der Heimathistorie und veröffentlichte dazu zahlreiche Publikationen. Ein weiterer Schwerpunkt seiner Forschung war die Darstellung der Quellen zur älteren Geschichte der jüdischen Gemeinden an Elb- und Wesermündung.

## Schriften (Auswahl)
- Bederkesas Juden. In: Jahrbuch Männer vom Morgenstern. Band 58. 1979, S. 223–249.
- Bederkesaer Burg-Geschichte(n). 1859–1971 (= Schriftenreihe der Burggesellschaft Bederkesa. Heft 3.) Burgges. Bederkesa e. V., Bederkesa 1979.
- mit Horst Neubert, Dierk Tielking: Bederkesas Wälder (= Schriftenreihe der Burggesellschaft Bederkesa. Heft 4.) Burgges. Bederkesa e. V., Bederkesa [1981 ?].
- Schutzjuden im Lande Hadeln. in Jahrbuch der Männer vom Morgenstern. Band 66, 1987, S. 149–172.
- Juden im Lande Wursten. in Jahrbuch der Männer vom Morgenstern. Band 68. 1988, S. 277–299.
- Ernst Beplate (Text), Kristina Bahr (Illustrationen): Von Freiherrn, Bürgern und Brinksitzern. Aus Bederkesas Geschichte des 17. und 18. Jahrhunderts (= Schriftenreihe der Burggesellschaft Bederkesa. Heft 7.) Burggesellschaft Bederkesa e.V., Bederkesa 1989; Inhaltsverzeichnis
- Bederkesa zur Königsmarck-Zeit 1662–1736  (= Schriftenreihe der Burggesellschaft Bederkesa. Heft 11.) Burggesellschaft Bederkesa e. V., Bederkesa 2001.
- Das Bederkesaer Seminar. Vom Lehrerseminar zur Pädagogischen Hochschule. Verein der Ehemaligen, Freunde und Förderer des Niedersächsischen Internatsgymnasiums in Bederkesa, Bederkesa 1989.
- Chronik 850 Jahre Bederkesa. Bad Bederkesa, 2009.
- „... in Augenschein genommen und für jetzt gesund befunden“: die mysteriöse Landung eines farbigen Matrosen im Wremer Watt, 1819. In: Deutsches Schiffahrtsarchiv. 33, 2010, S. 299–306; PDF online
- Meckelstedt von der Eiszeit bis 1946. Bad Bederkesa 2011, 127 S. (Nds. Landesarchiv Stade)
- Chronik von Fickmühlen. Bad Bederkesa 2012, 125 S.
- Lintig. Von der Eiszeit bis 1945. Bad Bederkesa 2012, 111 S.[6]
- Die Susmanns und andere Israeliten in Freiburg/Elbe. 2012, 34 S.[7]
- Juden in Bederkesa. Bad Bederkesa 2012.[8]
- Ein aus Kassel nach Albshausen Evakuierter erinnert sich an die Zeit 1942 bis 1948. Selbstverlag, Bad Bederkesa [ca. 2012].
- Bederkesa in historischen Aufnahmen oder wie Bederkesa einmal war. Hrsg. von der Kreativ Werkstatt. Peters ART, Bad Bederkesa 2013, ISBN 978-3-943696-09-7.
- Publikationen im Niederdeutschen Heimatblatt
  - Das französische Hospital zu Lehe. Die Finanzierung der Krankenhauskosten war auch früher schon ein Problem. In: Männer vom Morgenstern, Heimatbund an Elb- und Wesermündung e. V. (Hrsg.): Niederdeutsches Heimatblatt. Nr. 637. Nordsee-Zeitung GmbH, Bremerhaven Januar 2003, S. 2–3 (Digitalisat [PDF; 5,8 MB; abgerufen am 28. September 2020]).
  - Bederkesaer Archivgut landete in Papiermühle. Amtsakten lagerten „im wüsten Durcheinander an der Erde“. In: Männer vom Morgenstern, Heimatbund an Elb- und Wesermündung e. V. (Hrsg.): Niederdeutsches Heimatblatt. Nr. 753. Nordsee-Zeitung GmbH, Bremerhaven September 2012, S. 2 (Digitalisat [PDF; 239 kB; abgerufen am 28. September 2020]).
  - Burg Bederkesa: Großes Sorgenkind vor 150 Jahren. Hannoversches Finanzministerium suchte Käufer für Bederkesaer Burg. In: Männer vom Morgenstern, Heimatbund an Elb- und Wesermündung e. V. (Hrsg.): Niederdeutsches Heimatblatt. Nr. 800. Nordsee-Zeitung GmbH, Bremerhaven August 2016, S. 3–4 (Digitalisat [PDF; 7,2 MB; abgerufen am 28. September 2020]).